# Meretseger (vương hậu)
Meretseger ("Người thích sự tĩnh lặng") là một vương hậu sống vào thời kỳ Vương triều thứ 12 trong lịch sử Ai Cập cổ đại. Bà được đặt theo tên của nữ thần rắn Meretseger.

## Thân thế

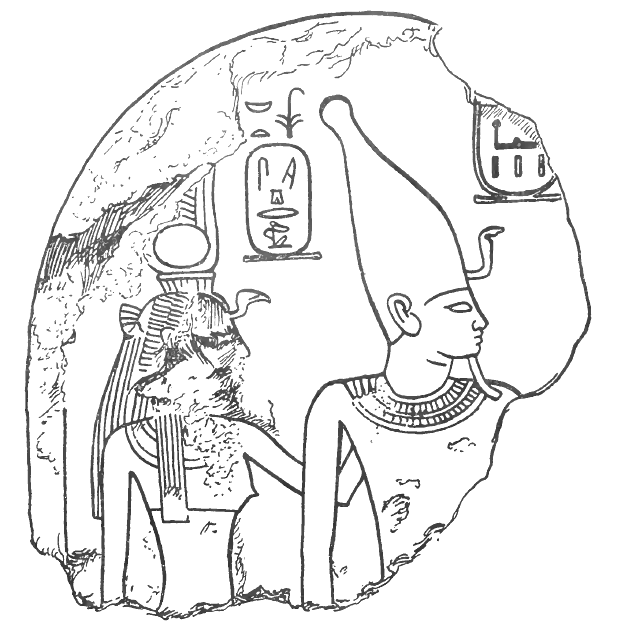
Phác họa tấm bia EA846 (Bảo tàng Anh)

Meretseger được biết đến qua một tấm bia mang số hiệu EA846 tại Bảo tàng Anh và qua một dòng chữ tại Semna đánh dấu niên đại của triều vua Thutmose III. Trên tấm bia EA846, bà xuất hiện cùng với chồng là vua Senusret III. Theo đó, bà là vị vương hậu đầu tiên mang danh hiệu "Chánh cung Vương hậu của Pharaon", một danh hiệu tôn quý được phong cho các bà vợ chính thất của các pharaon trở về sau. Meretseger cũng là vương hậu đầu tiên mà tên được viết trong khung cartouche. Tuy nhiên, vì không có nguồn chứng thực đương thời nào liên quan đến Meretseger nên bà có thể là một nhân vật hư cấu dưới thời kỳ Tân vương quốc.
Hai người vợ được chứng thực rõ hơn của vua Senusret III là Khenemetneferhedjet II và Neferthenut. Hai bà này đều được chôn cất trong cùng khu phức hợp kim tự tháp Senusret III. Ngoài ra, vương phi Itakayt, một người vợ khác của Senusret III, cũng được chôn tại đây.